# Maritiem officier hbo
Maritiem officier hbo is een bacheloropleiding in Nederland voor maritiem officier.
Als maritiem officier in spe wordt men opgeleid voor alle functies die zich op een schip kunnen voordoen. De opleiding berechtigt tot de vaarbevoegdheid toegekend door het Ministerie van Verkeer en Waterstaat. Na enige jaren ervaring bestaat de mogelijkheid om de functie van kapitein of hoofdwerktuigkundige waar te nemen.
De opleiding is een samenvoeging van de gescheiden opleidingen tot Scheepswerktuigkundige en nautisch officier zoals deze in het verleden werden gegeven. Dit alles onder invloed van het terugbrengen van het aantal mensen aan boord.
Een belangrijk hulpmiddel bij de studie is het Maritiem Simulator Training Centrum. In dit centrum kan zowel een brug, de machinekamer als een geheel schip (bijvoorbeeld een baggerschip) gesimuleerd worden. Vanuit vrijwel elke zeevaartschool gaan maritiem officieren hier enkele weken naartoe.